# Vielmur-sur-Agout
Vielmur-sur-Agout ist eine französische Gemeinde mit 1.377 Einwohnern (Stand: 1. Januar 2022) im Département Tarn in der Region Okzitanien. Die Gemeinde gehört zum Arrondissement Castres und zum Kanton Plaine de l’Agoût (bis 2015: Kanton Vielmur-sur-Agout). Die Einwohner werden Vielmurois(es) genannt.

## Geografie
Vielmur-sur-Agout liegt etwa 50 Kilometer östlich von Toulouse und etwa zwölf Kilometer westnordwestlich von Castres am Fluss Agout, der die südliche Gemeindegrenze bildet und in den hier der Nebenfluss Bagas mündet. Umgeben wird Vielmur-sur-Agout von den Nachbargemeinden Cuq im Norden, Jonquières im Nordosten, Carbes im Osten, Fréjeville im Südosten, Sémalens im Süden, Puylaurens im Südwesten sowie Guitalens-L’Albarède im Westen und Nordwesten.

## Bevölkerungsentwicklung
| Jahr                      | 1962 | 1968 | 1975 | 1982 | 1990 | 1999 | 2006 | 2013 |
| Einwohner                 | 831  | 910  | 835  | 849  | 996  | 1062 | 1305 | 1488 |
| Quelle: Cassini und INSEE |      |      |      |      |      |      |      |      |

## Verkehr
Vielmur-sur-Agout hat einen Bahnhof an der Bahnstrecke Montauban-Ville-Bourbon–La Crémade und wird im Regionalverkehr mit Zügen des TER Occitanie zwischen Toulouse Matabiau und Mazamet bedient.

## Sehenswürdigkeiten
- Kirche Saint-Géminien
- frühere Benediktinerabtei Notre-Dame-de-la-Sagne, seit 1995 Monument historique
- Pont Antoinette, sog. Antoinette-Brücke nach Sémalens

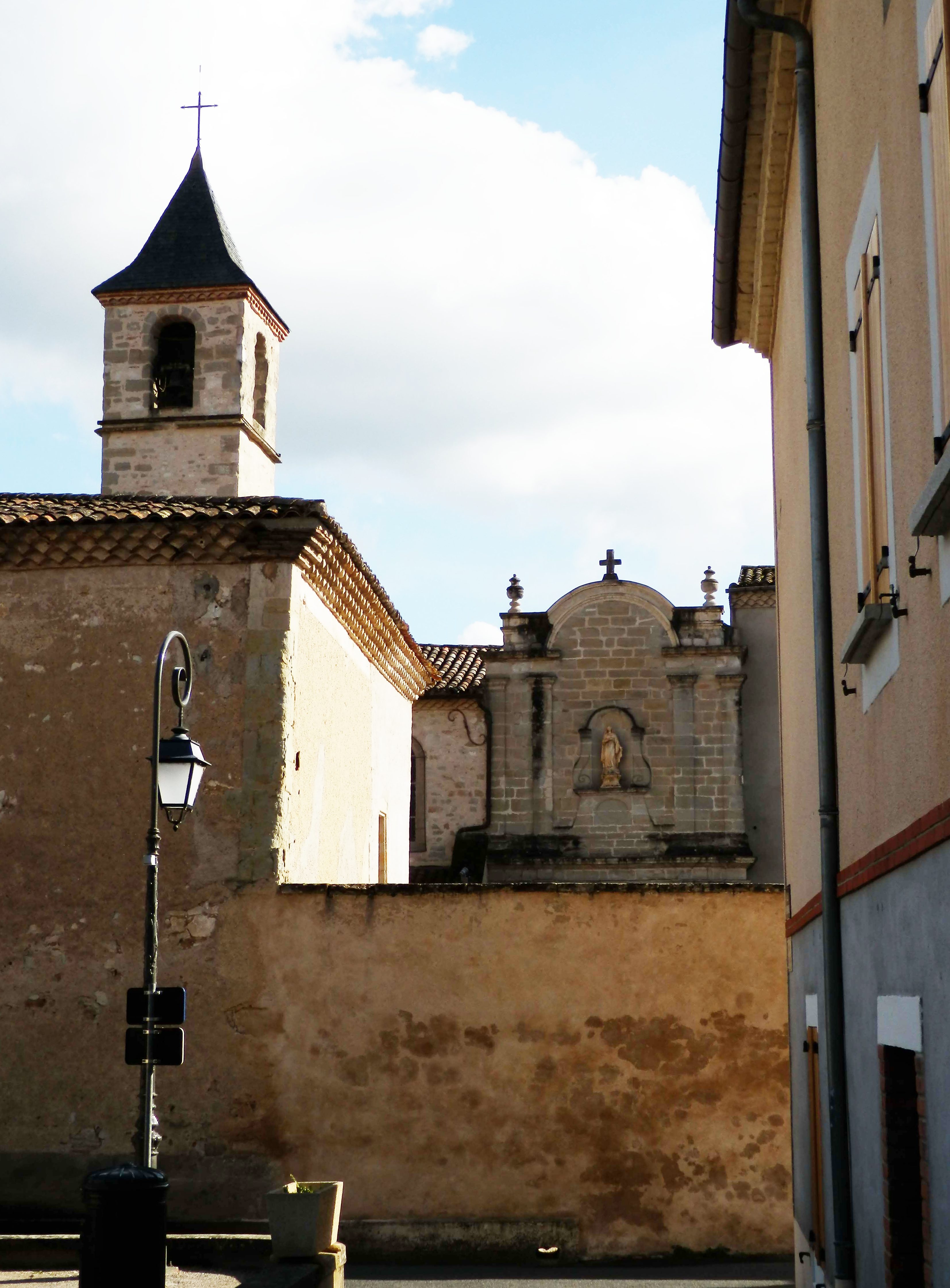
Kirche Saint-Géminien
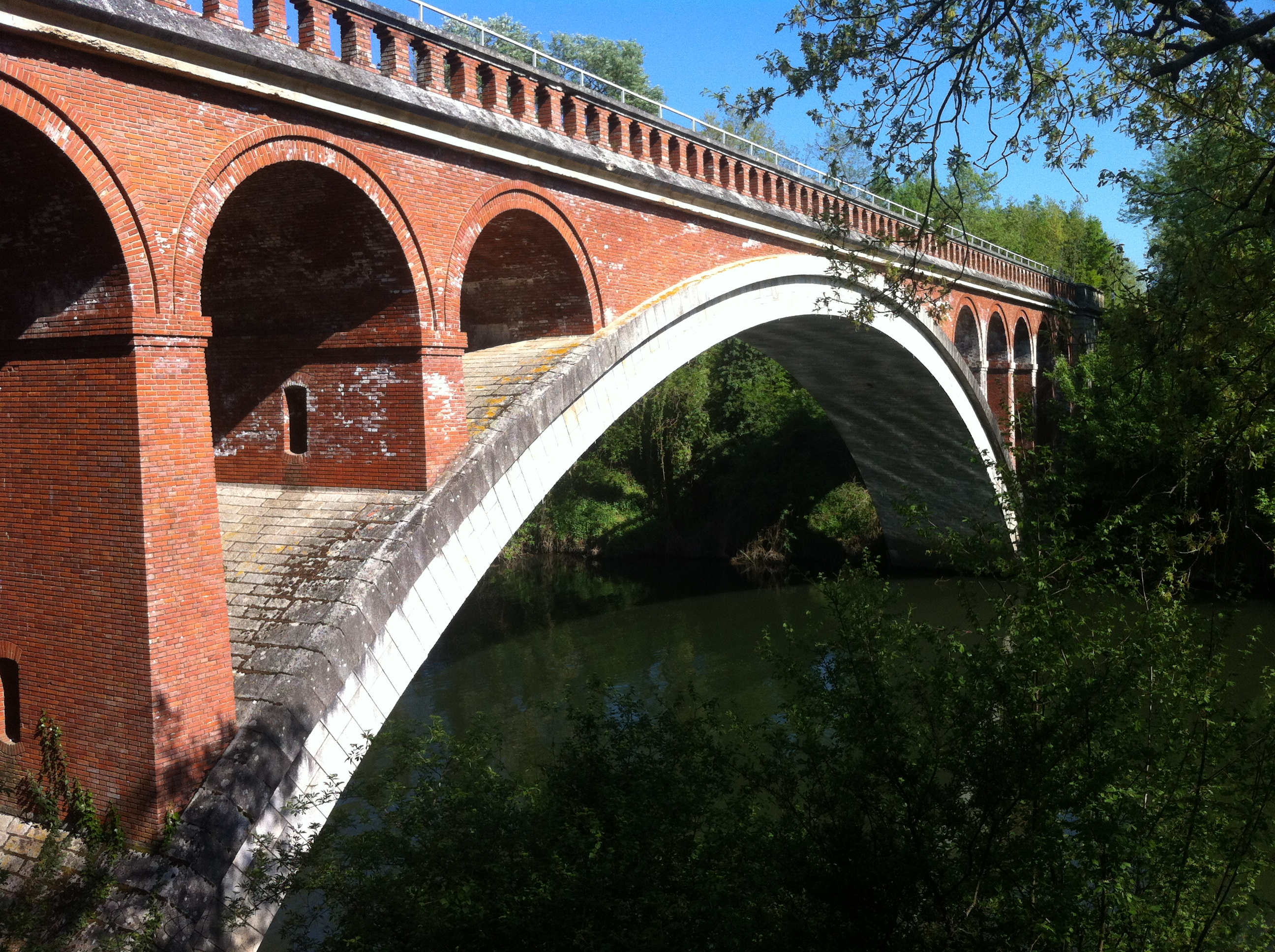
Brücke von Aiguillou

## Persönlichkeiten
- Pierre Amalric (1923–1999), Augenarzt, geboren in Vielmur-sur-Agout
- Jean-Louis Étienne (* 1946), Arzt und Polarforscher